# Liste deutscher Stadtgründungen
Die Liste deutscher Stadtgründungen ist eine Verweisseite auf Artikel der Stadtgründungen nach dem Jahrhundert ihrer Gründung.
Als Gründungsjahr wird das Jahr der ersten urkundlichen Erwähnung gezählt. 
Jede Stadt wird zweimal eingetragen und zwar einmal mit dem Jahr ihrer Gründung bzw. ihrer ersten urkundlichen Erwähnung, jeweils unter der Überschrift „Urkundliche Ersterwähnung“, und einmal mit dem Jahr, als sie die Stadtrechte verliehen bekam jeweils unter der Überschrift „Verleihung der Stadtrechte“.

## Deutsche Stadtgründungen nach Jahrhunderten
- 1. Jahrhundert v. Chr.
- 1. Jahrhundert
- 2. Jahrhundert
- 3. Jahrhundert
- 4. Jahrhundert
- 5. Jahrhundert
- 6. Jahrhundert
- 7. Jahrhundert
- 8. Jahrhundert
- 9. Jahrhundert
- 10. Jahrhundert
- 11. Jahrhundert
- 12. Jahrhundert
- 13. Jahrhundert
- 14. Jahrhundert
- 15. Jahrhundert
- 16. Jahrhundert
- 17. Jahrhundert
- 18. Jahrhundert
- 19. Jahrhundert
- 20. Jahrhundert
- 21. Jahrhundert

Diese Listen werden kontinuierlich erweitert, bis alle deutschen Städte innerhalb der deutschsprachigen Wikipedia in ihnen verzeichnet sind.